# Camille Henrot
Camille Henrot (* 21. Juni 1978 in Paris) ist eine französische bildende Künstlerin. Sie lebt und arbeitet in New York City, USA. Ihre Werke zeugen von einer großen Medienvielfalt (Installationen, Skulpturen, Zeichnungen und Videokunst). Sie wurde auf der Biennale di Venezia 2013 mit dem Silbernen Löwen als beste junge Künstlerin für ihr Werk Grosse Fatigue ausgezeichnet.

## Leben
Camille Henrot studierte an der École nationale supérieure des arts décoratifs in Paris. Sie war im Sommer 2001 die Assistentin von Pierre Huyghe. Sie produzierte ihre ersten Videos und erstellte gleichzeitig Grafiken für Animationsfilme und Werbespots.
Ihre ersten Gruppenausstellungen fanden 2002 statt, u. a. im Rahmen der ersten Nuit blanche in Paris.

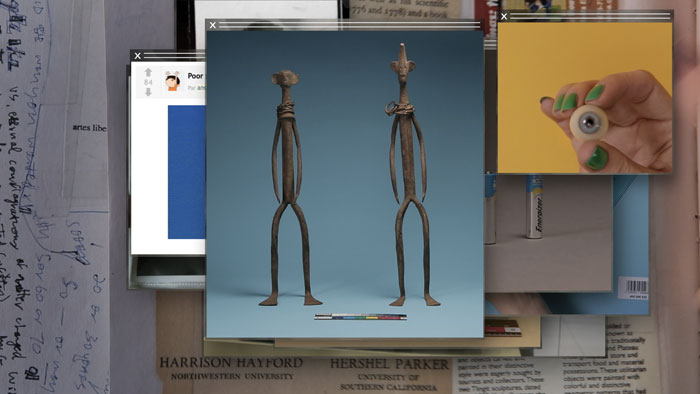
Grosse Fatigue, ein Video-Screenshot der Kunst von Camille Henrot

2010 wurde Camille Henrot für den Prix Marcel-Duchamp nominiert. Seit 2012 arbeitet sie in den USA und Paris. 2012 war sie Artist in Residence am International Studio and Curatorial Programa in New York, 2013 erhielt sie ein Stipendium am Smithsonian Institution in Washington, D.C. Als Fortsetzung ihres Projekts in diesem Institut wurde Camille Henrot im Juni 2013 von Massimiliano Gioni (Kurator am New Museum in New York und Kurator der Biennale von Venedig 2013) mit einer Animation im internationalen Pavillon der Biennale 2013 betraut, inmitten von Realisierungen, deren roter Faden das enzyklopädische Wissen war. Als Antwort darauf schuf sie ein Video über den Ursprung des Universums mit dem Titel Grosse fatigue. In diesem Video wechseln sich zahlreiche feste oder animierte Bilder ab, die sich wie Browserfenster über den Hintergrund eines Computerbildschirms legen: Bilder von Tieren oder Pflanzen, von Händen, die mit Büchern, anthropologischen Objekten oder Werkzeugen hantieren, von Wissenschaftlern bei der Arbeit und so weiter. Grosse fatigue funktioniert nach dem Prinzip des analogen Denkens und untersucht die aktuellen Phänomene der Serendipität und des Informationsüberflutung sowie die Themen Irrationalität, Wahnsinn oder Euphorie. Inspiriert von verschiedenen Erzählungen über die Entstehung des Universums, wurde der Text des Soundtracks in Zusammenarbeit mit Jacob Bromberg geschrieben und von der Spoken-Word-Künstlerin Akwetey Orraca-Tetteh zu Musik von Joakim Bouaziz rezitiert.

## Ausstellungen
In Frankreich wurden ihre Arbeiten im Louvre, im Centre Georges-Pompidou, im Palais de Tokyo, im Musée d’art moderne de la Ville de Paris, im Espace culturel Louis Vuitton, im Jeu de paume und in der Fondation Cartier ausgestellt. In Deutschland hatte sie Einzelausstellungen 2014 im Schinkel Pavillon (Berlin-Mitte) und 2021 in der Kestner Gesellschaft Hannover.
Im Ausland stellte sie im Museum of Modern Art, im New Museum of Contemporary Art, im New Orleans Museum of Arts (NoMa), im Museum of Contemporary Art in Chicago, bei Bold Tendencies in London, im Nationalmuseum für moderne und zeitgenössische Kunst in Seoul, im Centre pour l'Image Contemporaine in Genf oder im Hara-Kunstmuseum in Tokio aus. Ihre Filme wurden auf Festivals wie der Biennale Moving Images bei ICA in London, dem International Film Festival Rotterdam, dem Internationalen Filmfestival Clermont-Ferrand und der Quinzaine des cinéastes in Cannes gezeigt.
Einzelausstellungen wurden ihr auch von Galerien gewidmet, insbesondere von der Galerie Kamel Mennour.
2016 weihte sie Ma Montagne ein, ein Werk, das in der Gemeinde Pailherols im Département Cantal aufgestellt wurde. Sie pflanzte 38 weiße Skulpturen ein, die von den traditionellen mobilen Barrieren inspiriert waren, mit denen die Parzellen der Sommerweiden auf den Wanderwegen abgesperrt werden. Am Eingang des Dorfes befindet sich eine Installation, die den Umkleideraum des Schäfers darstellt und den symbolischen Ausgangspunkt für den Almauftrieb markiert. Das Ganze ist ein Alphabet, das von den Trigrammen des Yi King inspiriert wurde.
2017 realisiert Camille Henrot eine Carte blanche auf 6000 m² im Palais de Tokyo für ihre Ausstellung Days are Dogs.

## Filmografie
- Grosse fatigue, 2013, 13 Min. Soundtrack von Joakim Bouaziz
- Le Songe de Poliphile / The Strife of Love In a Dream, 2011, 11 min 11 s
- Psychopompe, 2011, 50 Min., Video
- Million Dollars Point, 2011, 5 min 35 s, Video
- Coupé/Décalé, 2010, 35 min, Video
- Cynopolis, 2009, 10 min, Super 8 Film und DVCAM, Projektor
- Wolf Eyes, 2008, 5 min, Video
- Spatial Film, 2008, 15 min, 16 mm auf Digital Beta übertragen
- A Mountain for President, 2007, Musikvideo
- Lonely Hearts, 2007, 3 min, Musikvideo mit Joakim Bouaziz, Gesang Monsters und Silly, Verstatile/K7
- King Kong Addition, 2007, 90 min, Video
- Le risque, 2006, Musikvideo mit Ben Ricour, Milk/Warner
- Le rêve de Ravalec, 2006, produziert von Un monde meilleur/PH, Canal+
- Courage mon amour !, 2005, 3 Min., Video, Musik von Florencia Di Concilio
- Le Grand Troupeau, 2005, Video.
- Dying Living Woman, 2005, 6 Min. 30 Sek., Musik von Benjamin Morando
- Deep Inside, 7 min, 2005, Video, Musik von Benjamin Morando
- sCOpe, 2005, 3 min, Video, Musik von Benjamin Morando
- Vivre à même l'amour, 2005, Musikvideo Ben Ricour, Milk/Warner
- Les premiers instants, 2004, 3 min, Animationsfilm, Musik von Bastien Lallemant, Nada/tôt ou tard.
- Hey Bonus!, 2003, Animationsfilm, Musik von Octet, Metronomic/Diamondtraxx.
- Metawolf, 2002, 3 Min., Video, Musik von Octet.
- Lansky, 2002, 3 min.
- Branding, 2002, 3 min, Animationsfilm

## Preise und Auszeichnungen
- 2023: Offizier des Verdienstordens Ordre des Arts et des Lettres
- 2015: Gewinnerin des ersten Edvard Munch Art Award[18]
- 2014: Gewinnerin des Nam June Paik Award[19]
- 2014: Finalistin des Hugo Boss Prize[20]
- 2013: Silberner Löwe als beste Nachwuchskünstlerin bei der Biennale di Venezia[1]
- 2010: Nominierung für den Prix Marcel-Duchamp[21]